# Янгиз (село)
Янгиз — село в Сакмарском районе Оренбургской области в составе Марьевского сельсовета.

## География
Находится на реке Янгиз на расстоянии примерно 8 километров по прямой на север от районного центра села Сакмара.

## История
Известно с 1901 года как  хутор Янгизский (Казачий Янгиз) на реке Янгиз, в тот год хутор состоял из 38 дворов, в нем проживал 221 человек. В 1926 году значится Янгиз он же Марьевский, в нем 64 двора, из них 59 русских и 5 украинских, 331 человек. В 1931 году значился поселок Янгизский (82 двора, 400 человек, все русские). В советские годы создан колхоз «Красноармеец». 

## Население
Население составляло 25 человек в 2002 году (русские 80%), 36 по переписи 2010 года.